# 焦安昌
焦安昌（1942年—），北京人，中国人民解放军将领、中国人民解放军中将。 
2002年，授予中国人民解放军中将，曾任总装备部科学技术委员会副主任。2008年，当选第十一届全国政协委员，代表特别邀请人士，分入第五十五组。